# Maffeo Nicolò Farsetti
Maffeo Nicolò Farsetti (Venezia, 3 maggio 1677 – Ravenna, 6 febbraio 1741) è stato un arcivescovo cattolico italiano.

## Biografia
Figlio di Filippo Farsetti e di Laura Valier, proveniva da un'importante famiglia toscana da poco entrata nel patriziato veneziano.
Favorito da un omonimo zio che era presidente della zecca pontificia, si trasferì a Roma dove intraprese la carriera ecclesiastica. Ricoprì importanti cariche: dapprima protonotario apostolico, in seguito fu governatore di Rieti, di Fano e poi vice-delegato apostolico della Romagna. Fu inoltre governatore del conclave del 1724, dal quale uscì eletto papa Benedetto XIII.
Nel 1727 fu nominato dallo stesso pontefice arcivescovo di Ravenna, ufficio che ricoprì sino alla morte.

## Genealogia episcopale
La genealogia episcopale è:
- Cardinale Scipione Rebiba
- Cardinale Giulio Antonio Santori
- Cardinale Girolamo Bernerio, O.P.
- Arcivescovo Galeazzo Sanvitale
- Cardinale Ludovico Ludovisi
- Cardinale Luigi Caetani
- Cardinale Ulderico Carpegna
- Cardinale Paluzzo Paluzzi Altieri degli Albertoni
- Papa Benedetto XIII
- Arcivescovo Maffeo Nicolò Farsetti